# Monocelis
Monocelis és un gènere comú de platihelmint litòfor que es caracteritza per tenir ulls aparellats que s'han fusionat, formant una única taca ocular situada en posició directament anterior a l'estatocist.
Les Monocelis tenen una paret corporal, faringe, i musculatura dorsoventral fortes. El plexe subepidèrmic està ben desenvolupat.

## Taxonomia
Algunes de les espècies conegudes:
M. alboguttata

M. beata

M. corallicola

M. fusca

M. lineata

M. longiceps

M. longistyla